# 스타게이트: 진실의 상자
스타게이트: 진실의 상자(Stargate: The Ark of Truth)는 2008년 개봉한 미국의 SF 영화이다. 스타게이트 SG-1의 연장선으로, DVD로 발매되었다.

## 줄거리
SG-1팀은 다카라 행성에서 진실의 방주로 추정되는 상자를 발견하지만, 오라이 군인들의 습격으로 열지 못한다. 다니엘의 기지로 상자는 열리지만 가짜였고, 오라이 선임자의 살해를 거부한 토민은 SG-1팀과 함께 지구로 돌아온다. 지구에서 토민은 심문을 받게 되고, 다니엘은 진실의 방주가 오라이 은하에 있다는 것을 깨닫는다. SG-1팀은 오디세이호를 타고 오라이 은하로 향하고, 방주가 오라이 수도 셀레스티스에 있다는 정보를 얻는다.
셀레스티스에 도착한 팀은 함선 내부에 잠입한 IOA 요원 매릭에 의해 오라이에게 위치가 발각된다. 매릭은 아스가르드 기술을 이용해 복제자를 만들고 오라이 함대에 퍼뜨리려 한다. 매릭은 복제자 제거 장치도 무력화시켜 놓았고, 복제자에 감염되어 인간/복제자 하이브리드가 된다. 오디세이호는 복제자를 피해 도망치고, 다니엘 일행은 행성에 남겨진다.
다니엘은 지하 묘지에서 진실의 방주를 발견하지만, 오라이 전사들에게 포로로 잡힌다. 그들은 오라이가 이미 죽었고, 아드리아가 승천하여 모든 힘을 장악했다는 것을 알게 된다. 부상을 당한 턀크는 모건 르 페이의 도움을 받아 다니엘을 구출한다.
한편, 지구에는 오라이 선임자가 최후의 개종 기회를 제안하지만, 랜드리 장군이 거부하자 오라이 모선 함대가 태양계 외곽에 나타난다. 오디세이호에서는 복제자에게 감염된 매릭이 복제자를 파괴할 수 있는 코드를 알려주고, 미첼은 매릭을 죽인 후 그 코드를 사용해 복제자를 제거한다.
진실의 방주가 작동되자 도시는 오라이가 신이 아님을 깨닫고, 그들의 신념은 오라이 은하 전체로 퍼져나간다. 아드리아는 약해지고 모건은 아드리아와 영원한 전투를 시작한다. SG-1팀은 지구에 있는 선임자에게 방주를 노출시켜 은하계의 모든 선임자에게 오라이에 대한 진실을 알린다. 토민은 자신의 백성을 이끌기 위해 오라이 은하로 떠나고, 방주는 연구를 위해 51구역으로 옮겨진다. SG-1 팀은 다시 새로운 임무를 위해 게이트를 향한다.

## 출연

### 주연
- 벤 브로우더
- 마이클 생크스

### 조연
- 아만다 태핑
- 크리스토퍼 저지
- 클라우디아 블랙
- 보 브리지스
- 스펜서 메이비
- 마틴 크리스토퍼
- 모레나 바카린
- 줄리안 샌즈
- 사라 스트레인지
- 팀 귀니
- 커리 그레이엄
- 크리스 고디어
- 이안 A. 월레스
- 그렉 앤더슨
- 모리스 샤프델라인
- 파브리스 그로버
- 제이슨 칼더
- 니콜라스 포드브레이